# 基督教香港信義會宏信書院
基督教香港信義會宏信書院（英語：ELCHK Lutheran Academy），位於元朗馬田欖口村路25號，由基督教香港信義會於2010年創立，現任校長為林克忠博士。該校是一所直資一條龍英文學校，已申請IB課程認證。學校由小學部及中學部組成，以英語授課為主，而中文科以普通話授課。中學部現開班至中六級，小學部則開班至小六，估計學生人數會不斷增長。學校推廣一人一手提電腦計劃，課堂上鼓勵學生用電腦做資料搜集和製作簡報，學生並不需花很多在購買教科書上。學校評核學生會利用IB Learning Profile作標準，以多角度分析學生的能力水平，而不是單是以考試成績為導向。學校亦常舉辦海外交流團和遊學團，擴寬同學的國際視野。

## 概覽
獲教育局撥款2.8億元建校的宏信書院，面積達8500平方米，擁有4幢主樓，備有可容納1000人的大禮堂、語言研習室、綜藝表演室等設施。
該校現已經獲得國際文憑大學預科課程的認證，並在高中階段提供國際大學預科課程及本地中學憑試課程的雙軌升學選擇。國際大學預科課程（International Baccalaureate）廣為各地僱主及高等院校所重視，是全球公認，培養學生全人發展，既能拓展學生的學習領域，亦能加強學生分析及批判能力的預科課程。學校的教學宗旨是：以IB模式教授本地課程、提供多語言學習環境和推廣以基督教為主的全人教育。
宏信書院是中、小學一條龍學校，學生可由一年級起接受十二年的教育。一年級至六年級等同小學、七年級至九年級為初中、十年級至十二年級為高中，小學分為四班，而中學則分為四班。書院的教學以英語及普通話為主，聘有外籍老師。外籍老師和學生來自不同國家。全校的師生比例為一比九。

## 學校設施
- 藝術設施：創意藝術館、演講室、視覺藝術畫廊、藝術長廊、表演藝術室、露天劇場
- 運動設施：跑道、籃球場
- 語言設施：日文、法文
- 知識探究設備：綜合科學實驗室、圖書館自學區、WIFI特區、通識研習室、多媒體學習中心

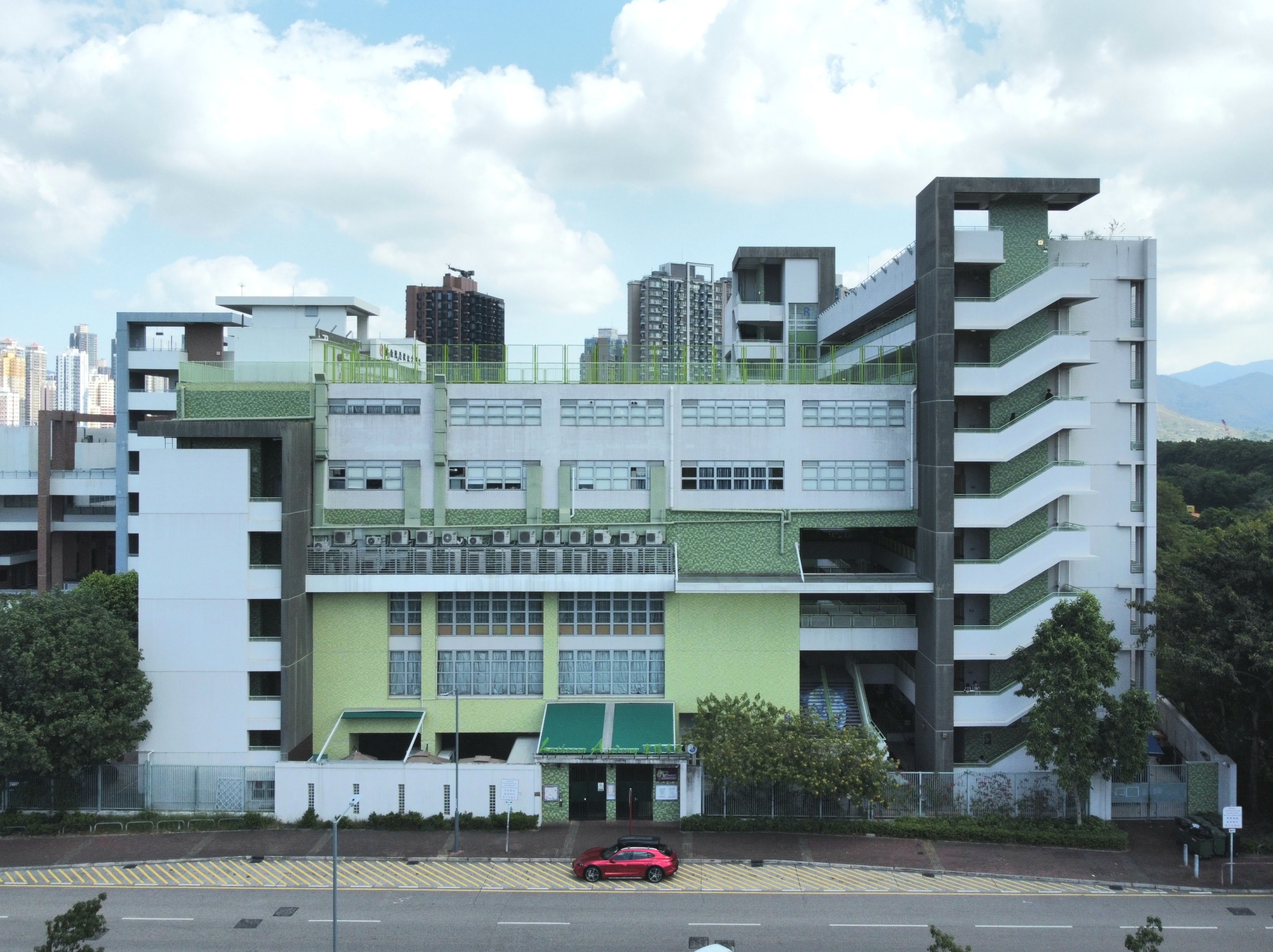
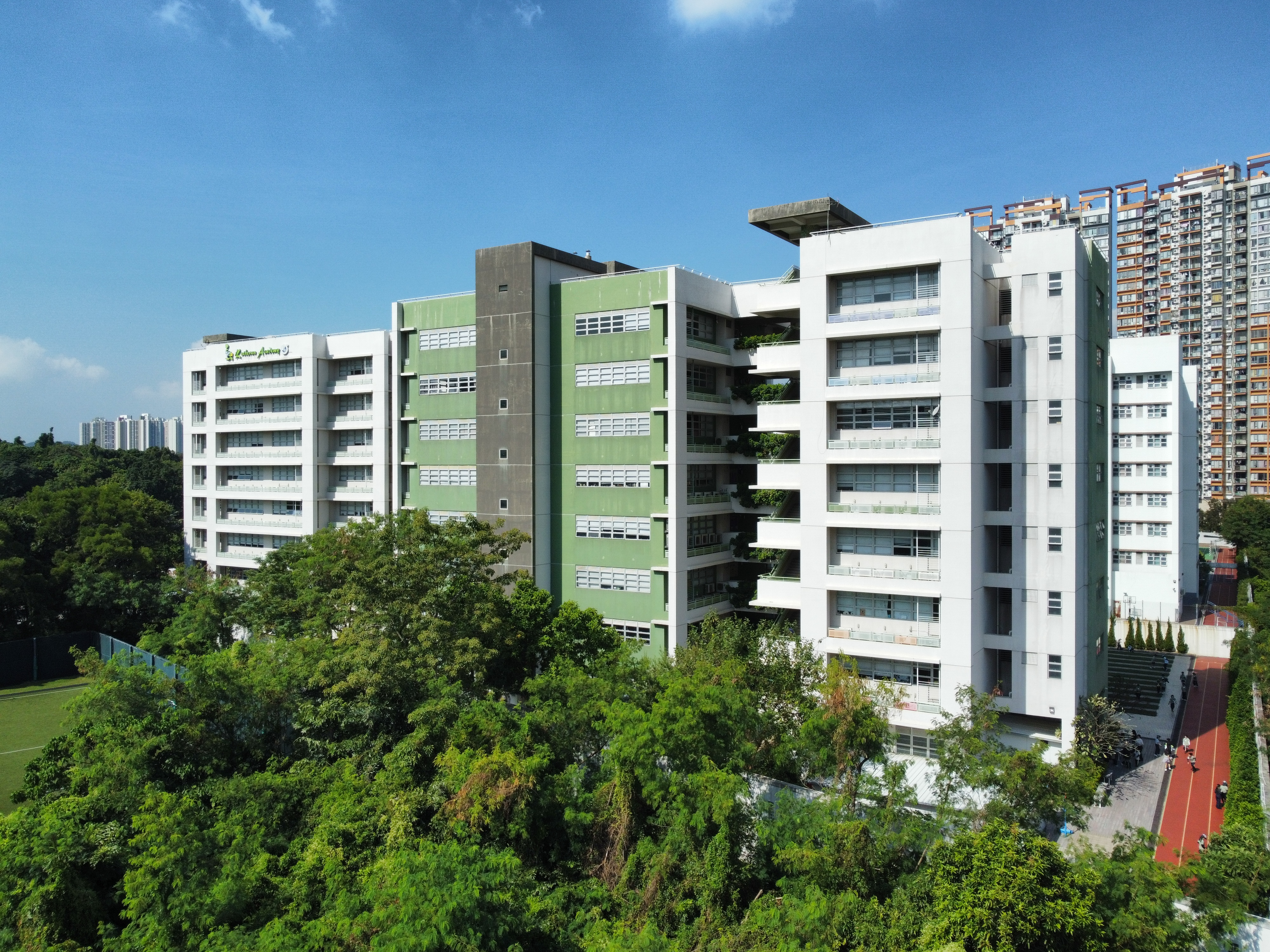
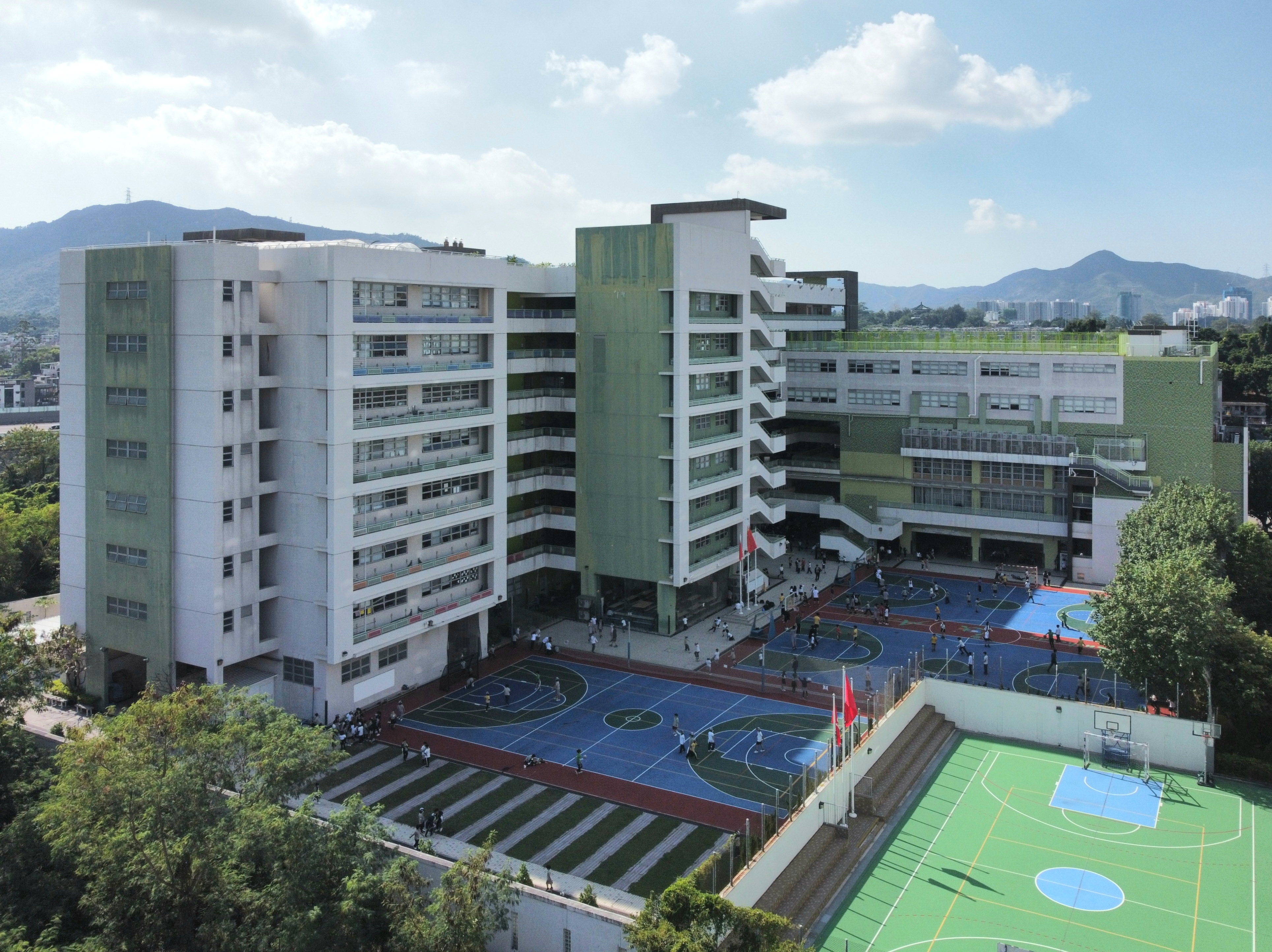